# Summer World University Games 2025/Teilnehmer (Kolumbien)
| Gelbes Symbol für Goldmedaillen mit stilisierten Olympischen Ringen | Graues Symbol für Silbermedaillen mit stilisierten Olympischen Ringen | Braundes Symbol für Bronzemedaillen mit stilisierten Olympischen Ringen |
| ------------------------------------------------------------------- | --------------------------------------------------------------------- | ----------------------------------------------------------------------- |
| —                                                                   | —                                                                     | 1                                                                       |

Kolumbien nahm an den Summer World University Games 2025 vom 16. bis zum 27. Juli mit 63 Athleten (39 Männern und 24 Frauen) teil.

## Medaillen

### Medaillenspiegel
| Rang   | Sportart       | Gold | Silber | Bronze | Gesamt |
| ------ | -------------- | ---- | ------ | ------ | ------ |
| 1      | Leichtathletik | –    | –      | 1      | 1      |
| Gesamt | Gesamt         | 0    | 0      | 1      | 1      |

### Medaillengewinner
| Name/n          | Sportart       | Wettkampf  |
| --------------- | -------------- | ---------- |
| Bronze          |                |            |
| Natalia Linares | Leichtathletik | Weitsprung |

## Teilnehmer nach Sportarten

### Beachvolleyball
Frauen
- Juana Irreño / Sara Pérez

### Judo
Männer
- Ferney Ruiz

### Leichtathletik
| Männer - Luis Sánchez - Daniel Herrera - Frank Duran - Johan Julio - Juan Wilches - Andrés Ruiz - Yan Sánchez - Samuel Álvarez - Danilo Sierra - David Pérez - Andrés Ayazo - Onevder García | Frauen - Dana Jiménez - Luciana Quinto - Estefania Aristizabal - Ana Díaz - Juliana Monsalve - Asly Rivas - Eylen Ruiz - Natalia Linares |

### Schwimmen
| Männer - Andrés Estrada - Andrés Arias - Sebastián Muñoz | Frauen - María Hincapié |

### Taekwondo
| Männer - Jehison Mateus - Ángel Peñaranda - Miguel Rodríguez - Ronald Rosas - Daniel Gómez | Frauen - Daniela Sambrano - Michel Martínez - Valeria Marín - Sara Rojas - María Serna - Daniela Quirama - Wayra Arredondo - Hanna Ruiz |

### Tennis
| Männer - Luis Álvarez - Camilo Torres - Juan Álvarez | Frauen - Susana Quintero - Sofia Blair - Angie Castillo |

### Tischtennis
| Männer - Camilo González - Juan Uribe - Nicolás González - Campo Montealegre | Frauen - Juliana Rodríguez - Alejandra Álzate |

### Volleyball
Männer
- Juan Restrepo
- Ángel Lemos
- Juan Colorado
- Jeisson Ruiz
- Juan Correa
- Juan Alzate
- Mateo Restrepo
- Juan Valencia
- Orman Contreras
- Nicolás Álvarez
- Jhon Murillo